# Lissochlora pasama
Lissochlora pasama är en fjärilsart som beskrevs av Paul Dognin 1898. Lissochlora pasama ingår i släktet Lissochlora och familjen mätare. Inga underarter finns listade i Catalogue of Life.